# Choeromorpha violaceicornis
Choeromorpha violaceicornis är en skalbaggsart som först beskrevs av Heller 1921.  Choeromorpha violaceicornis ingår i släktet Choeromorpha och familjen långhorningar.
Artens utbredningsområde är Filippinerna. Inga underarter finns listade i Catalogue of Life.